# Sarfannguit
 Coordenadas : formato inválido
Sarfannguit (ortografia antiga: Sarfannguaq ou Sarfánguaq) é um assentamento no município de Qeqqata, no centro-oeste da Gronelândia. Foi fundado em 1843 e em 2010 tinha 126 habitantes.

## Geografia
Sarfannguit situa-se na Ilha Sarfannguit, a aproximadamente 36 km a este de Sisimiut.

## Economia
O primeiro moinho de vento construído na Gronelândia foi neste assentamento, em 2010. A usina é de 10 metros de altura.

## Transporte

### Áereo
O Aeroporto mais próximo é o Aeroporto de Sisimiut. Sarfannguit não tem aeroporto nem heliporto.

### Marítimo
A Royal Arctic Line oferece serviços de ferry semanais para Itilleq e Sisimiut.

## População
A população de Sarfannguit, embora com declínios e aumentos, manteve-se estável nas duas últimas décadas.